# Вальперсвиль
Вальперсвиль (нем. Walperswil) — коммуна в Швейцарии, в кантоне Берн.
До 2009 года входила в состав округа Нидау, с 2010 года входит в округ Зеланд. Население составляет 890 человек (на 31 декабря 2006 года). Официальный код — 0754.